# Moemi Tōi
Moemi Tōi (遠井 萌仁, Tō'i Moemi) est une joueuse de volley-ball japonaise née le 16 octobre 1987 à Kazo (Préfecture de Saitama). Elle mesure 1,72 m et joue au poste de réceptionneuse-attaquante. 

## Clubs
| Club                 | De        | À         |
| -------------------- | --------- | --------- |
| Kasukabe High School |           | 2005-2006 |
| Hitachi Rivale       | 2006-2007 | …         |

## Palmarès
- V.Challenge Ligue
  - Vainqueur : 2010, 2012.
  - Finaliste : 2011, 2013.
- Coupe de l'impératrice
  - Finaliste : 2014, 2016.
- V Première Ligue
  - Finaliste : 2016.
- Tournoi de Kurowashiki
  - Finaliste : 2017.